# مؤسسة اليتيم الخيرية
مؤسسسة اليتيم الخيرية مؤسسة إنسانية مستقلة تأسست بتوجيه من مكتب محمد سعيد الحكيم الذي عنى مكتبه بمشروع اليتيم منذ ان انبرت مرجعية الحكيم، ورغم الظروف الصعبة التي عاشها العراق ابان حكومة صدام حسين الا ان العمل بقي متواصلا. ثم شهد العراق ترديا في الوضع الأمني بسبب التفجيرات التي شهدها العراق والتي استمرت إلى عام 2007م اقتضت الضرورة ان يعنون عمل الايتام بمشروع مؤسسة اليتيم الخيرية بتاريخ 4/4/2007

## بداية العمل
انطلق العمل في العاصمة بغداد كونها الأكثر استهدافا ليستوعب ايتام ضحايا العمليات الارهابية وبظروف قياسية استطاعت ان تحقق انجازا كبيرا وبعد ذلك جرى العمل أيضا بمحافظة ديالى وصلاح الدين. إلى عام 2008 وبعد تزايد الهجمات المقيتة في بقية محافظات العراق لوحظت ظاهرة ملفتة للنظر الا وهي تصاعد نسب ايتام الإرهاب في محافظة ذي قار على الرغم من كونها امنة نسبيا قياسا بالمحافظات الأخرى كالحلة والبصرة. وبعد العمل على احصاء سبب الاستشهاد ومكانه، تبين انهم ابرياء يقصدون العاصمة بغداد من أجل كسب لقمة العيش فصاروا هم الهدف الأول للإرهاب.
بهذا التاريخ تم افتتاح مقر رئيسي ثاني في النجف ليرعى ايتام إحدى عشرة محافظة وهي (النجف , كربلاء المقدسة، الحلة، الديوانية , المثنى , ذي قار , واسط , ميسان , البصرة، كركوك، الموصل)
ان اليتيم المشمول بنظام المؤسسة هو اليتيم الشرعي الذي لم يبلغ سن التكليف، الا ان المؤسسة قد زادت للبنت لتقرنها بالحد المقرر لذكور.

## التنظيم والإدارة
اما على المستوى التنظيمي والارتباط فللضرورة القصوى عملت المؤسسة على تسجيل المؤسسة في دائرة المنظمات غير الحكومية التابعة لرئاسة الوزراء في عام 2009. وقد تم تنظيم النظام المحاسبي في قسم الشؤون المالية بطريقة النظام المحاسبي الموحد، يعرض على الخبير المحاسبي ويصادق عليه من قبل كاتب العدل في المحكمة المختصة.

## الرعاية المباشرة لفئة الأيتام والأرامل المهمشة
تعد مؤسسة اليتيم الخيرية اليوم إحدى أكبر المنظمات الإنسانية المستقلة في العراق، وتعمل في 14 محافظة عراقية عدا محافظات إقليم كردستان والأنبار ولها 15 فرعاً في عموم تلك المحافظات، وتوفر المساعدات إلى الأيتام والأرامل والنازحين من مناطق التوتر والنزاع الإثني والعرقي والطائفي عبر برامج مصممة لهذا الغرض.

## التسجيل الرسمي
تقديراً لعملها الإنساني فقد تم تسجيل المؤسسة في دائرة المنظمات غير الحكومية التابعة للأمانة العامة لمجلس الوزراء في الحكومة العراقية وحصلت على كتب شكر من المفوضية العليا المستقلة لحقوق الأنسان في العراق ومجالس محافظات العراق، وعملت مذكرات تفاهم مع عدد من الجامعات العراقية مثل جامعة الكوفة وبابل والقادسية وغيرها بالإضافة إلى عدد من الوزارات الحكومية مثل العمل والشؤون الاجتماعية والتخطيط وغيرها لتطوير آليات عمل المؤسسة المستقلة في التدريب والبحث والتطوير.

## مؤسسة اليتيم الخيرية والأمم المتحدة
قدمت مؤسسة اليتيم الخيرية طلباً لنيل صفة المستشارية من المجلس الاقتصادي والاجتماعي ECOSOC في فرع منظمات المجتمع المدني بالأمم المتحدة، وأوصت اللجنة في الدورة المنعقدة بنيويورك مطلع العام 2016 المجلس الاقتصادي والاجتماعي لمنح صفة المستشارية الخاصة لمؤسسة اليتيم الخيرية والتي ستمكنها من الدفاع عن حقوق الأيتام وتمثيلهم في أروقة الأمم المتحدة والمحافل الدولية. زارت المؤسسةُ مقرَّ بعثة الأمم المتحدة لمساعدة العراق يونامي واستقطبت الجهد الأممي لزيارة مقر المؤسسة في محافظة النجف بتاريخ 22 كانون الأول 2015 متمثلاً بفرانشيسكو موتا ممثل المفوض السامي لحقوق الإنسان في الأمم المتحدة.
• بعد سقوط الموصل في 10/6/2014 انضم فرع المؤسسة في تلعفر إلى المقر العام في النجف

## الدعم المجتمعي
بعد التعرف على أنشطة وفعاليات المؤسسة ساهم المجتمع في دعم النشاطات الخيرية لها عبر التبرع المادي والتفاعل والدعم المعنوي، وبفضل هذا الدعم السخي استطاعت المؤسسة أن تسجل حتى نهاية عام 2015 ما يربو على 110110 يتيماً و39612 أرملةً وتهتم بشأنهم على كافة الأصعدة الاقتصادية والصحية والتربوية، وبعد سقوط مدينة الموصل في العاشر من حزيران 2014 استطاعت المؤسسة بفضل خبرتها الميدانية في الإحصاء والتسجيل من أن تشكل خلية أزمة مع جمعية الهلال الأحمر العراقي ولجنة حقوق الأنسان في مجلس محافظة النجف والمفوضية العليا المستقلة للانتخابات لتسجيل النازحين من مدينة الموصل وتلعفر ومدن أخرى وقدّمت للنازحين البالغ عددهم 97589 نازحاً منح طوارئ وبرامج إغاثية عاجلة مثل السلة الغذائية والملابس والسلع المنزلية والاثاث والفُرُش والرعاية الطبية وتوثيق شكاواهم بالتنسيق مع المفوضية العليا المستقلة لحقوق الأنسان في العراق.

### الأيتام والأرامل
سببت الصراعات التي أُقْحِمَ العراق بها والتوتر الطائفي والاستهداف الممنهج للأبرياء تضخم نسب الأيتام في العراق حيث سجلت المؤسسة 110110 يتيماً و39612 أرملة ًفي 14 محافظة عراقية عدا إقليم كردستان ومحافظة الأنبار في عام 2015 وهذا ما وضع المؤسسة أمام مسؤولية رعاية هؤلاء الأيتام وأمهاتهم بشتى البرامج والأنشطة الخيرية.

### النازحين
بعد سقوط الموصل في العاشر من حزيران 2014 حدثت موجة عارمة من النزوح إلى مناطق الوسط والجنوب وشمال العراق وحصلت تغييرات ديموغرافية خطيرة حيث أفرغت مدينة تلعفر من المكوَّن الشيعي بالكامل ولجأوا إلى وسط وجنوب العراق، وقد سجلت المؤسسة 97589 نازحاً وقدمت لهم منحاً مالية طارئة وزودتهم بالملبس والسلة الغذائية والأدوية، وسجلت 2151 شكوى رسمية ضد انتهاكات مارستها داعش بحقهم وتم رفعها إلى الجهات الرسمية بالتنسيق مع المفوضية العليا لحقوق الإنسان في العراق والتي كان لها أثر في تبني الأمم المتحدة لقرار تجريم داعش.

### المنكوبين
شهدت مناطق عدة في العراق حصول سيول وأمطار كبيرة في السنوات الأخيرة أدت إلى انهيار عدد من المنازل في النجف وبغداد وواسط وغيرها بالإضافة إلى محاصرة هذه السيول إلى القاطنين في تلك المناطق مع نفوق عدد كبير من مواشيهم التي يعتاشون عليها وكما حصل في عام 2013 غرب محافظة النجف. كل هذا دفع مؤسسة اليتيم الخيرية إلى أن تكون أول الجهات الإغاثية الواصلة إلى المنكوبين لمدهم بما يحتاجون اليه على تجاوز تلك الأزمة من مختلف برامج الإغاثة الطارئة.

### المُعْدَمين
حددت لجان الكشف الميدانية عدداً كبيراً من العوائل التي تعيش تحت خط الفقر في المناطق التي استطلعتها، ورصدت المؤسسة ميزانية إلى تلك العوائل لإغاثتها بالإضافة إلى تزويدها بالمتطلبات الضرورية والأساسية من المواد المنزلية والطبية والغذائية.

## كيفية إنفاق الأموال
إن الاستقلالية التي اكتسبتها مؤسسة اليتيم الخيرية في صرف الأموال والمواد العينية على الفئات التي تحتاج إلى الدعم المادي نابعة من روافد التمويل المتنوعة من التبرعات المالية والعينية والكفالات والحقوق الشرعية التي يدفعها المؤمنون لفئات الأيتام والأرامل والفقراء وموارد المبرات الخيرية الأخرى، وقد قدمت المؤسسة مساعدات إنسانية خالصة في الأزمات التي مرّ بها العراق خلال عقد من السنين من عمل المؤسسة.

## برامج المؤسسة
وتتكون المؤسسة من اقسام تسعة وتعمل على ما يقرب 11 برنامجا للايتام.

## نقاط الارتباط

### مؤسسة اليتيم الخيرية المقر العام
النجف - حي الأمير - شارع كلية التربية للبنات
هواتف المقر: 07810474488

### مؤسسة اليتيم الخيرية فرع الديوانية
```
حي العروبة 2 – شارع المشتل – مقابل متوسطة الرصافي هاتف: 07818623650
```

### مؤسسة اليتيم الخيرية فرع بغداد
الكرادة - العرصات - مقابل جامع الخضيري
هاتف: 07807359869

### مؤسسة اليتيم الخيرية فرع ميسان
قطاع 30 شارع نعمة الريفي – قرب محطة ماء RO
هاتف: 07719889253

### مؤسسة اليتيم الخيرية فرع البصرة
المشراق الجديد – تقاطع القبلة – مقابل شركة شيري للسيارات
هاتف: 07719889256

### مؤسسة اليتيم الخيرية فرع ديالى
حي العسكري – قرب حسينية الزهراء
هاتف: 07704514552

### مؤسسة اليتيم الخيرية فرع كربلاء
حي المدراء/ قرب تقاطع التحدي
هاتف: 07825695433

### مؤسسة اليتيم الخيرية فرع صلاح الدين
مركز القضاء مقابل جامع بلد الكبير
هاتف: 07810154712

### مؤسسة اليتيم الخيرية فرع ذي قار/المركز
حي اور – مقابل منتدى الرياضة – خلف الدفاع المدني
هاتف: 07800729838

### مؤسسة اليتيم الخيرية فرع المثنى
السماوة - حي الحسين – شارع الكوثر - مقابل المركز الصحي
هاتف: 07807360011

### مؤسسة اليتيم الخيرية فرع الشطرة
شارع كراج بغداد - قرب الإسعاف الفوري
هاتف: 07825695445

### مؤسسة اليتيم الخيرية فرع واسط النعمانية
حي الشرقية - فرع مصرف الرشيد
هاتف: 07821636276

### مؤسسة اليتيم الخيرية فرع واسط/المركز
منطقة الحيدرية – شارع الضفاف – بجانب مؤسسة السجناء السياسيين
هاتف: 07809704240

### مؤسسة اليتيم الخيرية فرع بابل
شارع 60- حي العسكري – قرب عمود 202
هاتف: 07802729845

### مؤسسة اليتيم الخيرية فرع تلعفر
حي النداء – مقابل جامع السبطين
هاتف: 07719889250